# Municipio Brión
El Municipio Brion es un municipio situado hacia el lado este de Estado Miranda de la República Bolivariana de Venezuela. Tiene una superficie de 531 km² y cuenta con una población de 62 940 habitantes según el censo de 2023, en referencia a los resultados del INE.
Limita al norte y al este con el Mar Caribe, al sur con los municipios Páez, Acevedo y Buroz y al oeste de nuevo con Acevedo y con el estado La Guaira. El noroeste del municipio es el punto este de la Cordillera de la Costa, y luego hacia el sur con el norte de la llanura de Barlovento. Su capital es Higuerote y sus principales poblaciones son: Curiepe y Tacarigua. El Municipio Brión tiene como monumento a Cabo Codera (Higuerote), la Fuente de Higuerote, el Tambor de Curiepe, y al majestuoso emblemático monumento natural Cueva la Tapa de Cambural (Birongo), descubierta por el Birongero cazador furtivo Marcelino Peña, quien fuera el Guardián del Acueducto durante los años de 1952. De sus parroquias tienen una plaza Bolívar en cada poblado. El 18 de noviembre de 1813 tuvo lugar entre Chuspa y Puerto Francés el denominado Combate naval entre Puerto Francés y Chuspa batalla naval entre los patriotas al mando de Manuel Piar y las tropas realistas. Manuel Piar logró derrotar a estos últimos.

## Toponimia
El Municipio Bolivariano de Brión es un municipio situado hacia el este del estado Miranda de la República Bolivariana de Venezuela, llamado así en memoria del almirante nativo de Curazao Luis Brión (1782-1821), que luchó por la causa emancipadora de Venezuela.

## Ubicación
Está ubicado dentro de la zona de la Llanura de Barlovento la más privilegiada hacia el lado este de sus costas; por lo que pertenece al estado Miranda (Venezuela), y que a su vez comparte con las demás zonas, como lo son por los Altos Mirandinos del lado oeste, los valles del Tuy hacia el sur, la zona metropolitana hacia el norte que conlleva con la capital del país hacia Caracas.

## Turismo
Su principal atractivo turístico lo constituyen esencialmente las playas:
- Los Totumos
- Buche
- Puerto Francés
- Chirimena
- Chirere
- Cangrejera

Si bien son bastante concurridas, su acceso es un poco complicado, pues ha de tomarse la Autopista Gran Mariscal de Ayacucho en dirección hacia Caucagua para poder acceder a la población de Higuerote.

## Administración

### Poder ejecutivo municipal
Desde la implementación del sufragio universal directo para las autoridades locales en 1989, los alcaldes municipales en Venezuela son elegidos por votación popular cada cuatro años, de acuerdo con el marco constitucional vigente.
En la actualidad, el municipio es gobernado por el alcalde Yohan Ponce, representante del Partido Socialista Unido de Venezuela (PSUV), quien fue electo por voluntad popular en las elecciones municipales del 21 de noviembre de 2021, en el contexto del cronograma electoral establecido por el Consejo Nacional Electoral.

### Poder legislativo municipal
La Cámara Municipal está integrada por 7 concejales desde el año 2005, actualmente son 6 por el PSUV y 1 por la MUD.

### Organización territorial
- Parroquia Higuerote - Higuerote
- Parroquia Curiepe - Curiepe
- Parroquia Tacarigua - Tacarigua

## Poblaciones
- Higuerote
- Tacarigua
- Carenero
- Chirimena
- Pueblo Seco
- El Cambural
- Aricagua
- Curiepe
- Morón
- Birongo
- Tacariguita
- Guayabal
- Sotillo
- Las González
- La Fundación
- Entre otros
- Salgado
- Dos caminos

- 1 de enero= Año Nuevo
- 6 de enero= Reyes Magos

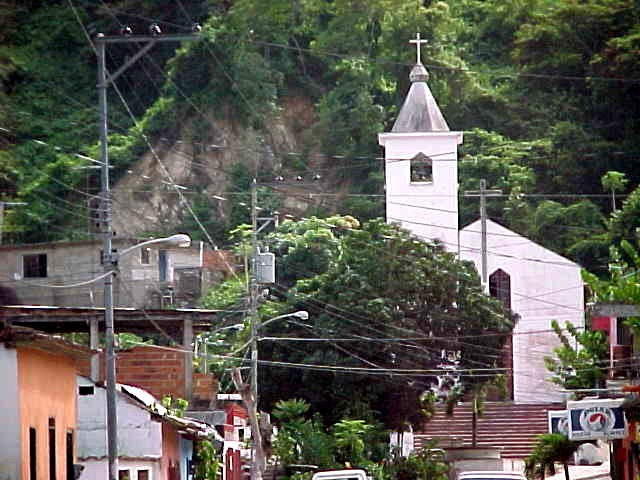
Chirimena

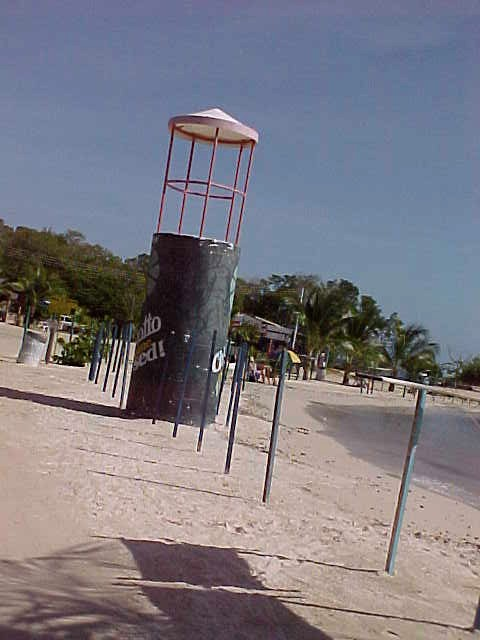
Balneario de los Totumos

- Finales de febrero hasta Principio de marzo= Carnaval
- 3 de mayo= Fiesta de cruz de mayo (Curiepe, Tacarigua y Chirimena)
- 2 semana de abril= Semana Santa
- 24 hasta 26 de junio= San Juan de Curiepe y Tacarigua
- 16 de julio= día de la patrona del municipio nuestra señora del carmen
- 25 de diciembre= Navidad

## Política y gobierno

### Alcaldes
| Período                            | Alcalde electo   | Partido político / Alianza | % de votos | Notas |
| ---------------------------------- | ---------------- | -------------------------- | ---------- | --- |
| 1989 - 1992                        | Domingo Palacios | AD                         | 59,65      | Primer alcalde bajo elecciones directas |
| 1992 - 1995                        | Manuel González  | Copei                      | 46,00      | Segundo alcalde bajo elecciones directas |
| 1995 - 2000                        | Domingo Palacios | LCR                        | -          | Tercer alcalde bajo elecciones directas (se realizaron elecciones generales adelantadas en el 2000 debido a la aprobación de la Constitución de 1999) |
| 2000 - 2004                        | Ramón Ramos      | GEFIN                      | 22,92      | Cuarto alcalde bajo elecciones directas |
| 2004 - 2008                        | Raúl Ceballos    | PPT                        | 56,29      | Quinto alcalde bajo elecciones directas |
| 2008 - 2013                        | Liliana González | PSUV                       | 48,09      | Sexta alcaldesa bajo elecciones directas |
| 2013 - 2017                        | Liliana González | PSUV                       | 53,48      | Reelecta |
| 2017 - 2021                        | Nora Delgado     | PSUV                       | 69,42      | Séptima alcaldesa bajo elecciones directas |
| 2021 - 2025                        | Yohan Ponce      | PSUV                       | 47,99      | Octavo alcalde bajo elecciones directas |
| Fuente: Consejo Nacional Electoral |                  |                            |            | |

### Concejo municipal
Período 2021 - 2025
| Concejales     | Partido político / Alianza |
| -------------- | -------------------------- |
| Doris Cufat    | PSUV                       |
| Erick Sosaya   | PSUV                       |
| Ylsen Díaz     | PSUV                       |
| Yvoni Palacios | PSUV                       |
| Brillit Ruíz   | PSUV                       |
| Luis Machado   | FV                         |
| Rosaura Colina | PCV                        |

## Gastronomía
Las tetas o helados de frutas naturales, el Majarete, Pitraque, la Arepa sobre todo las de Chicharrón, la Guarapita de Coco, el Cabello de ángel, el Arroz con coco, la Jalea de Mango, el Bañao, las conservas de Coco con Papelón, dulce de Gofio, las Cachapa de Hoja y las de Budare, el Bienmesabe (dulce), la Torta de Plátano, las Rosquitas, la Cafunga, las Torrejas o Torrija, las mermeladas de frutas con flores y verduras y el dulce de lechosa o Carica papaya.

## Símbolos del municipio
La bandera del Municipio Brión (Luis Brión) fue diseñada por una niña que estudió en la Escuela Básica Morón, ubicada en el sector el Morón, entre los poblados de Curiepe y Birongo, allí fue en donde nació el gran ingenio del diseño de la bandera del Municipio Brión,  y allí se recuerda con mucho cariño.
El autor del escudo del Municipio Brión fue Onofre Frías Machado.
El himno del municipio lleva letra y música de Berto León Rojas.